# هندی‌های کنیا
هندی‌های کنیا (انگلیسی: Indians in Kenya) که اغلب با نام آسیایی‌های کنیایی معروف هستند شهروندان و افراد مقیم در کنیا هستند که ریشه تبار آنها به شبه‌قاره هند بازمی‌گردد. مهاجرت قابل توجه هندی‌ها به کنیای امروزی، در پی تشکیل منطقه تحت‌الحمایه شرق آفریقا در سال ۱۹۸۵ شروع شد که دارای پیوندهای زیربنایی قوی با بمبئی در هند بریتانیا بود. هندی‌های کنیا به‌طور عمده در نواحی اصلی شهری نایروبی و مومباسا بوده و تعداد کمی از آنها هم در نواحی روستایی زندگی می‌کنند.
طبق برآورد مجمع جهانی اقتصاد، جمعیت هندی‌های کنیا در سال ۲۰۱۵ حدود ۱۰۰٬۰۰۰ نفر بود. دولت کنیا در سال ۲۰۱۷، هندی‌ها را به عنوان چهل و چهارمین قبیله کشور، به رسمیت شناخت.